# Georges Bégué

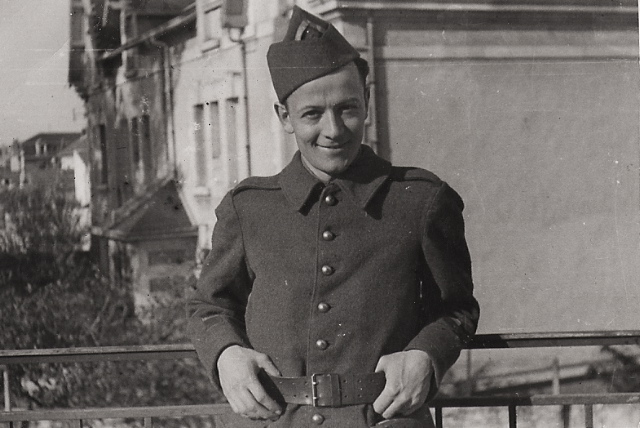
Georges Béguè

Georges Bégué (* 22. November 1911 in Périgueux, Frankreich; † 18. Dezember 1993 in Falls Church, Virginia, USA) war ein Officer der Special Operations Executive (SOE) und an der Befreiung Frankreichs von den deutschen Nationalsozialisten beteiligt. Er war der erste Agent der Section F der SOE, der über Frankreich absprang, und eine Schlüsselfigur der SOE bei dem Einsatz von in England ausgebildeten Agenten hinter den feindlichen Linien in Frankreich.  

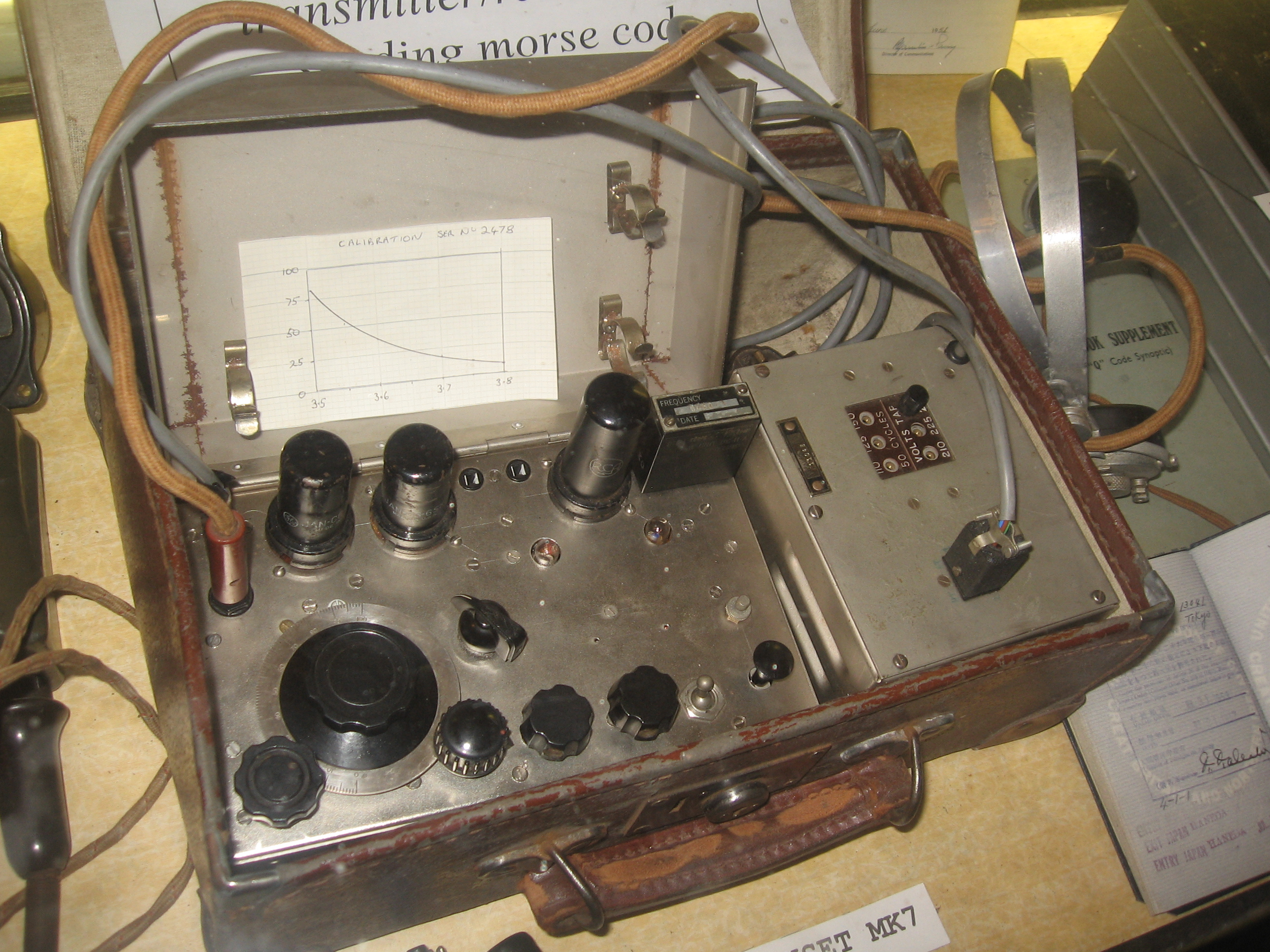
Ein MCR Paraset, wie es von Bégué eingesetzt wurde

Georges Bégué genoss eine schnelle, aber umfangreiche Spezialausbildung. Er sprang mit dem Fallschirm in der Nacht vom 5. auf den 6. Mai 1941 über Frankreich ab und landete zwischen Valençay und Levroux (Département Indre). Er war in der Funktion als "pianist" (Funker) ausgebildet und war eine der wichtigsten Verbindungen verschiedener SOE-Agenten, die sehr wirkungsvoll die französische Résistance unterstützten. Georges Bégué begleitete nach seiner Ankunft in Frankreich die Landung weiterer Agenten. Am 24. Oktober 1941 wurde er in der Villa des Bois in Châteauroux in eine Falle gelockt und von der Polizei von Vichy gefangen genommen. An die zehn SOE-Agenten wurden ebenfalls verhaftet und zusammen in das Beleyme-Gefängnis in Périgueux verbracht. Dort herrschten sehr schlechte Bedingungen. Dank einer US-Intervention bei der Polizei von Vichy wurde die Gruppe im Mai 1942 in das Gefangenenlager bei Mauzac gebracht. Ein von Mme Bloch außerhalb des Lagers und Georges Bégué im Lagerinneren ausgearbeiteter Plan ermöglichte die Flucht am 16. Juli 1942. Zur Flucht nutzte Bégué das Duplikat eines Schlüssels, dessen Original er aber nicht habhaft werden konnte und dessen Form er sich deshalb optisch merkte. 
Zwischen Bégués erstem Absprung und der Befreiung von Paris im August 1944 wurden mehr als 400 Agenten der F-Sektion in das von Nazi-Deutschland besetzte Land entsandt. 
Bégué war auch mit der Verfassung geheimer Botschaften in den Sendungen des Overseas Services der BBC vertraut. Nach seinem Einsatz zurück in England im Oktober 1942 wurde Georges Bégué für seinen Einsatz mit dem Military Cross ausgezeichnet und als Signals Officer in Section F unter Maurice Buckmaster eingesetzt.
George Bégué starb am 18. Dezember 1993 im Alter von 82 Jahren. Er war verheiratet und hatte zwei Töchter.

## Ehrungen
- Military Cross (MC)
- vorgeschlagen für den Order of the British Empire (MBE)
- Ritter der Französischen Ehrenlegion
- Orden Leopolds II.